# Jean van Erp
Jean van Erp (* 20. Dezember 1973 in Heeswijk-Dinther, Niederlande) ist ein niederländischer Karambolagespieler in der Disziplin Dreiband.

## Jugend
Er begann seine Karriere im Café seiner Eltern. Inspiriert von seinem Vater Jan spielte er im Alter von acht Jahren durchschnittlich 1 in der Freien Partie.  Zunächst bestritt er Freie-Partie-Matches, qualifizierte sich aber bald für nationale Auswahlspiele und trat 1993 im Dreiband auf dem Matchbillard an.

## Karriere
Van Erp spielte im Oktober 1996 zum ersten Mal bei einem Dreiband-Weltcup mit. Im Oktober 1999 erreichte er in Bussum das Viertelfinale, das er gegen den italienischen Großmeister Marco Zanetti verlor. Im Januar 2009 wurde er Zehnter in Sluiskil. Seine beste Leistung bei der Dreiband-Europameisterschaft ist der fünfte Platz im Jahr 2006.
Im Jahr 2015 gewann er den ersten Platz bei der Niederländischen Dreiband-Meisterschaft. Ein gutes Ergebnis nach einem zweiten Platz 2007 und einem dritten Platz 2009 beim renommierten Dreiband-Weihnachtsturnier von Zundert, dort besiegte er den damals amtierenden Weltmeister Filipos Kasidokostas.
Einige Erfolge erzielte er im Team, 3-facher Nationalmeister mit „Van Donge & de Roo“ und einmal mit „Gebr. Van Wanrooij“. 2018 wurde er mit der Bottroper Billard Akademie Gewinner der Deutschen Pokalmannschaftsmeisterschaft.
Den größten Erfolg erzielte er am 21. Februar 2016 in Viersen mit dem Sieg bei der Dreiband-Weltmeisterschaft für Nationalmannschaften zusammen mit Dick Jaspers. Ein Jahr später, wieder mit Jaspers, waren sie Dritte.

## Privates
Jean lebt derzeit in Heeswijk, ist verheiratet, hat zwei Töchter und neben seiner Billardkarriere auch eine Vollzeitbeschäftigung am Hof in 's-Hertogenbosch.

## Erfolge
- Dreiband-Weltmeisterschaft für Nationalmannschaften:  2016  2017
- Deutsche Pokalmannschaftsmeisterschaft:  2016, 2018
- Niederländische Dreiband-Meisterschaft:  2015  2008, 2019  2010–2014, 2016–2018
- Niederländische Dreiband-Team-Meisterschaft:  2006, 2010, 2011, 2016, 2018
- Biljartpoint Masters Holland:  2015  2014, 2016
- Buffalo League:  2018
- Niederländisches Pokalfinale:  2011  2015, 2017, 2018

Quellen: